# チョン・ホグン
チョン・ホグン（ハングル: 정호근、ラテン翻字: Jeong Ho-geun、1964年9月28日 - ）は、大韓民国大田広域市出身の俳優、占い師。

## 経歴
1975年、MBCで放送された日本のテレビアニメ遊星少年パピイ（韓国では「宇宙の王子パピイ」、우주의 왕자 빠삐）主題歌を歌い歌手として芸能界にデビューした。1976年6月にはKBSの子供歌謡番組「ヌガヌガ チャラナ」に出演し優秀賞を受賞している。
その後は学業の傍ら演劇にも取り組むようになり、高校2年次には『無限のアリア』という作品でピエロの役を演じて全国演劇祭の最優秀賞を受賞した他、中央大学校映画演劇科在学中は周囲から喜劇俳優として知られる存在であったという。1984年、MBC公採タレント第17期に合格、同年放送のテレビドラマ水しぶきで浪人生の息子役を演じドラマデビューした
。1996年放送のテレビドラマリンゴの花の香りで几帳面な報道局長役を演じてからは悪役を演じる機会が増え、「悪役専門俳優」と称されるようになった。以後現代劇・時代劇を問わず、悪役を中心にテレビドラマの脇役として活動した。「チョン・ホグンが悪役を演じたドラマは成功する」と業界内で言われるようになったが、これに対してチョン・ホグン本人はインタビューで、「出演作品の成功は嬉しい事だが、このように言われると自らの役柄が狭まる事につながるのが残念である」と語っている。

### 占い師になる
雑誌『主婦生活』（주부생활）の2015年1月号のインタビューにて占い師となった事を公表した。インタビューによると、2014年9月に身体に原因不明の痛みを覚えるようになり病院で検査をしたが異常が見つからないまま数か月を過ごし、その間に体重が5-6キロ落ちたという。ある占い師から「神病である」と告げられ、国内各地の山や水がある場所を巡った後、同年11月14日（陰暦9月22日）に仁王山の国師堂にて占い師の証書を受けた。このインタビュー中では、自身の祖母も占い師であった事も合わせて公表している。
2015年1月1日から俳優業と並行して占い師としての業務をスタート。2016年2月から電話による相談サービスもスタートさせた。

## 私生活
知人の紹介で知り合った女性と1995年に結婚し5子を儲けたが、長女と次男（三女と二卵性双生児）は乳幼児期に死去、1男2女が健在である。妻は次女の妊娠中に病気を患ったため、長男を連れてアメリカ合衆国テキサス州内に移住。同地で次女・次男・三女を出産した。2006年に妻と子どもたちは帰国したが、次女が小学校5年生の時妻と子どもたちは再びテキサスへ移住した。妻は2010年8月3日放送のKBSのトークショー余裕満々に夫チョン・ホグンと共に出演した。

## 作品
出演作品は、個別に注釈があるもの以外はにもとづく:

### 映画
- 絵日記（1999年） - テポ役
- 散歩（2000年） - キム・ホンチョル役
- 韓半島 -HANBANDO-（2006年） - 岡本（日本軍司令官）役

### テレビドラマ
- 水しぶき（1984年、MBC） - 浪人生の息子役、デビュー作
- 大院君（1990年、MBC）
- 黎明の瞳（1991年、MBC） - クォン・ドンジン役
- 第3共和国（1991年、MBC） - イ・ヒョ役
- 立っている女（1991年、KBS）
- 王妃チャン・ノクス -宮廷の陰謀-（1995年、KBS） - キム・ジャウォン役
- リンゴの花の香り（1996年、MBC） - 報道局長役
- ドクターズ（1997年、MBC） - イ・ヨンソプ役
- 私（1997年、MBC）
- 恋の予感（1997年、MBC） - チョ理事役
- 勝負師（1998年、SBS） - カン記者役
- 大王の道（1998年、MBC）
- 真実のために（1998年、MBC） - アン弁護士役
- クッキ（1999年、MBC） - パク・スンホ役
- ワンチョ -伝説の英雄-（1999年、MBC） - アベ刑事役[4]
- ホジュン 宮廷医官への道（1999年-2000年、MBC） -  内医院の医官テウン役[14]
- 愛するほど（2000年、MBC） - 料理長役
- カシコギ（2000年、MBC）
- ソニ＆ジニ（2001年、MBC）
- ローファーム（2001年、SBS）
- 商道（2001年、MBC） - チャン・ソクチュ役
- 女人天下（2001年-2002年、SBS）
- I LOVE ヒョンジョン（2002年、MBC） - チョ・ドンジュン役
- その陽射が私に…（2002年、MBC）
- 三銃士（2002年、MBC） - イ・ゴヌ役
- 野人時代[15]（2002年-2003年、SBS）
- チェオクの剣（2003年、MBC） - チェ・ダルピョン役
- 海神（ヘシン）（2004年-2005年、KBS） - テチ役
- 第5共和国（2005年、MBC） - チャ・ジチョル役
- 姉さん[4]（2006年、MBC） - サラ金業者役
- 透明人間 チェ・ジャンス（2006年、KBS）
- 大祚榮 テジョヨン（2006年-2007年、KBS） - サブグ役
- イ・サン（2007年-2008年、MBC） - ミン・ジュシク役
- ニューハート（2007年-2008年、MBC） - ミン・ヨンギュ役
- 大韓民国弁護士（2008年、MBC） - オ・ヨンタク役
- 憎くてももう一度（2009年、KBS） - クォン・ドンチョル役
- 善徳女王（2009年、MBC） - 雪地（ソルチ）役
- トンイ[16]（2010年、MBC）
- 子供孫子兵法（2010年、EBS） - ソン・ジュ役
- 広開土太王（2011年、KBS） - 馮跋役
- 武神[17]（2012年、MBC） - ソン・インニョル役
- 青い巨塔（2013年、tvN） - 新兵役
- スキャンダル[18]（2013年、MBC）
- グッド・ドクター（2013年、KBS） - パク・チュンソン（パク・シオンの父）役
- 鄭道伝 チョン・ドジョン（2014年、KBS） - イム・ギョンミ役
- ガボン（2014年、MBC） - 社長役